# (Forever) Live and Die
(Forever) Live and Die – pierwszy singiel z siódmej płyty synthpopowego zespołu OMD The Pacific Age wydanej w 1986 roku.

## Lista utworów
- 7" and 7" picture disc

1. "(Forever) Live and Die" – 3:36
2. "This Town" – 3:44

- First 12"

1. "(Forever) Live And Die (John "Tokes" Potoker – Extended Mix)" – 5:45
2. "(Forever) Live And Die (7" Version)" – 3:36
3. "This Town" – 3:44

- Second 12"

1. "(Forever) Live And Die (Tom Lord-Alge – Extended Remix)" – 5:50
2. "(Forever) Live And Die (7" Version)" – 3:36
3. "This Town" – 3:44

## Pozycje na listach
| Lista (1986/7)                                  | Najwyższa pozycja |
| ----------------------------------------------- | ----------------- |
| Australian Singles Chart                        | 19                |
| Austrian Singles Chart                          | 5                 |
| Canadian Singles Chart                          | 10                |
| Dutch GfK chart                                 | 5                 |
| Dutch Top 40                                    | 3                 |
| German Singles Chart                            | 8                 |
| Irish Singles Chart                             | 13                |
| Swiss Singles Chart                             | 9                 |
| UK Singles Chart                                | 11                |
| U.S. Billboard Hot 100                          | 19                |
| US Billboard Hot Dance Music/Maxi-Singles Sales | 37                |
| US Billboard Adult Contemporary                 | 25                |